# Symplectoscyphus subarticulatus
Symplectoscyphus subarticulatus är en nässeldjursart som först beskrevs av Coughtrey 1875.  Symplectoscyphus subarticulatus ingår i släktet Symplectoscyphus och familjen Sertulariidae. Inga underarter finns listade i Catalogue of Life.